# Arrest Vincent Blaizot
Het arrest Vincent Blaizot is een uitspraak van het Europees Hof van Justitie van 2 februari 1988 (zaak 24/86), inzake:
- terugvordering van extra inschrijvingsgeld speciaal voor buitenlandse studenten,
- inzake een studie diergeneeskunde aan Belgische universiteiten,
- nadat het arrest Gravier was uitgesproken.

Resultaat:
- Veel universitaire studies, inclusief diergeneeskunde, vallen onder het begrip beroepsopleiding,
- derhalve is artikel 7 EEG-verdrag van toepassing,
- de terugvordering van collegegeld wordt in de tijd beperkt tot de datum van het arrest Gravier.

## Casus en procesverloop
Zeventien Franse studenten (hierna: verzoekers) studeerden diergeneeskunde aan vier Belgische universiteiten, en moesten een speciaal inschrijvingsgeld voor buitenlandse studenten (hierna: schoolgeld) betalen. In april 1985, onmiddellijk na het arrest Gravier, hebben verzoekers in kort geding teruggaaf van het betaalde schoolgeld gevorderd. De Rechtbank van eerste aanleg te Luik heeft het Hof van Justitie verzocht om een prejudiciële beslissing.
In het arrest Gravier is als beginsel van gemeenschapsrecht geformuleerd, dat een lidstaat voor de toegang tot een beroepsopleiding geen voorwaarden mag stellen waarbij onderscheid wordt gemaakt tussen eigen onderdanen en studenten uit andere lidstaten.

## Rechtsvraag
- Is een universitaire studie diergeneeskunde te kwalificeren als beroepsopleiding? (Ja.)
- Zo ja: Terugwerkende kracht vóór de datum van het arrest Gravier? (Neen.)

Vallen de financiële voorwaarden voor toelating tot het universitair onderwijs voor het kandidaats- en het doctorsexamen in de diergeneeskunde, zowel met betrekking tot het collegejaar 1985/1986 als met betrekking tot de collegejaren 1979 tot 1985, binnen de werkingssfeer van het EEG-Verdrag, in de zin van artikel 7 ervan?

## Uitspraak Hof
11. Een dergelijke ongelijke behandeling vormt een door artikel 7 EEG-Verdrag verboden discriminatie indien zij zich binnen de werkingssfeer van het Verdrag afspeelt. Gelijk het Hof in zijn arrest [Gravier] van 13 februari 1985 heeft overwogen, vallen de voorwaarden voor toegang tot een beroepsopleiding binnen de werkingssfeer van het Verdrag.

12. Derhalve moet worden onderzocht of de universitaire studie in de diergeneeskunde een vorm van beroepsopleiding is.

[dictum]

1. De universitaire studie in de diergeneeskunde is een vorm van beroepsopleiding, zodat een aanvullend inschrijvingsgeld ten laste van onderdanen van andere Lid-Staten, die zich voor een studierichting wensen in te schrijven, een door artikel 7 EEG-Verdrag verboden discriminatie op grond van nationaliteit vormt.

2. Op de rechtstreekse werking van artikel 7 EEG-Verdrag kan voor wat de toegang tot universitaire studie betreft, geen beroep worden gedaan tot staving van vorderingen ter zake van aanvullende inschrijvingsgelden die onverschuldigd zijn betaald in tijdvakken vóór de datum van dit arrest, behalve in het geval van studenten die vóór die datum een beroep in rechte hebben ingesteld of een daarmee gelijk te stellen bezwaarschrift hebben ingediend.

### Universitaire studie
19. Met betrekking tot de vraag of een universitaire studie opleidt voor een specifiek beroep, vak of betrekking, of een bijzondere bekwaamheid verleent om een dergelijk beroep, vak of betrekking uit te oefenen, moet erop worden gewezen, dat dit niet enkel het geval is indien het eindexamen de betrokkene rechtstreeks bevoegd maakt tot het uitoefenen van het beroep, vak of betrekking waarvoor dat diploma vereist is, doch ook voor zover die studie een bijzondere bekwaamheid verleent, dat wil zeggen indien de student een bepaalde kennis voor een beroep, vak of betrekking nodig heeft, zelfs wanneer zij daarvoor niet ingevolge wettelijke of bestuursrechtelijke bepalingen vereist is.

20. Vaststaat dat universitaire studie in haar algemeenheid aan deze voorwaarden voldoet. Slechts voor enkele bijzondere studierichtingen, die wegens hun specifieke kenmerken vooral bestemd zijn voor personen die veeleer hun algemene kennis willen vergroten dan een beroep willen gaan uitoefenen, is dit niet het geval.

21. De omstandigheid dat een universitaire studie uit twee fasen bestaat, gelijk in België uit een „kandidaatsstudie" en een „doctorsstudie", dient buiten beschouwing te blijven. Voor de tweede fase, die met het einddiploma wordt afgesloten, is immers vereist dat de eerste fase met succes is doorlopen. De twee fasen zijn derhalve als een geheel te beschouwen en de studie kan niet worden gesplitst in een fase die niet en een andere fase die wel onder het begrip beroepsopleiding valt.

### Beperking in de tijd
Zie het arrest.

## Betekenis
- Het arrest Gravier gaf al een ruime definitie van het begrip "beroepsopleiding". Nu vallen ook de meeste universitaire studies onder dit begrip, inclusief de studie diergeneeskunde.
- In navolging van het arrest Defrenne II is de terugwerkende kracht van het arrest Blaizot beperkt. Voor het terugvorderen van collegegeld door buitenlandse universitaire studenten is de terugwerkende kracht van het arrest beperkt tot de datum van het arrest Gravier.